# Grammitis epiphytica
Grammitis epiphytica là một loài dương xỉ trong họ Polypodiaceae. Loài này được Copel. Lellinger mô tả khoa học đầu tiên năm 1977.